# ブラン城

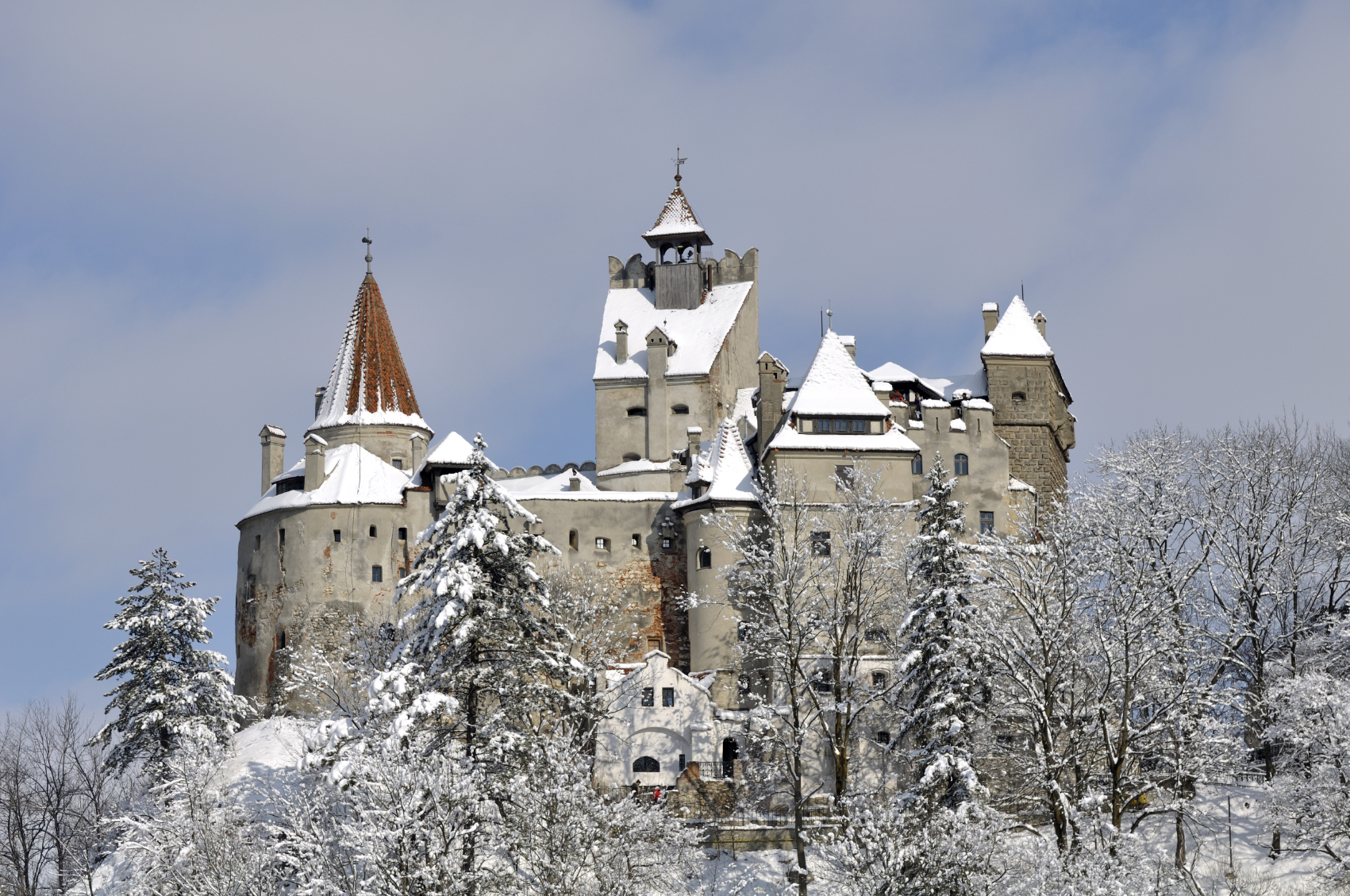
ブラン城 (南側からの冬の眺め)

ブラン城（ルーマニア語：Castelul Bran カステルル・ブラン、ドイツ語：Törzburg、ハンガリー語：Törcsvár）は、ルーマニアの南部・トランシルヴァニア地方のブラショヴ県南部の山中に位置する古城。歴史的・建築学的な遺跡でもある。

## 歴史
ブラン城について、最初に言及している文書は1377年11月19日にハンガリーのラヨシュ1世によってズヴォレンで出されたもので、ブラショフのトランシルヴァニア・ザクセン人たちに、彼らの職人たちの金で、新しい石造りの要塞をブランに建てる権利を承諾するという内容である。文書にある「石の要塞」が建設される前、この場所にはドイツ騎士団によって1211年から1225年の間に建てられた、木材製の国境の要塞があったと推定されている。ブラン城は建設後ハンガリー王家の所有となり、大方はトランシルヴァニアのヴォイヴォダによって管理され、近くにはトランシルヴァニアとワラキアを結ぶ山道で関税を徴収する場所が作られた。
1407年、ドイツとハンガリーの皇帝であったジギスムントは、オスマン帝国からの侵略に対して同盟関係を結んでいたワラキア公国のミルチャ老公に、（付属する領地を除いた）ブラン城とボロガ（en:Bologa 現・クルージュ県）の所有権を与えた。1419年まで、ブラン城はワラキアの統治者の所有であったが、1427年、ジギスムントはブラン城の管理権をトランシルヴァニア公に移した。
1498年、ハンガリー王ヴラディスラフ2世によって、ブラン城はブラショフの市に賃貸された。その後、1513年からはブラショフ市が所有権を持つ事となった。
1920年、ブラショフ市の評議会は、ルーマニア国王フェルディナンド１世の王妃マリアに、1918年12月1日の大ルーマニア統一の実現への彼女の貢献に対する感謝のしるしとして、ブラン城を寄進した。城はマリア王妃によって改修され、その住居となり、ルーマニアの伝統的な家具およびタペストリーなどの装飾品で飾られた。城と装飾品は彼女の娘イレアナ王女（カロル2世の妹）に遺産として残されたが、1948年の王家の国外追放の後、共産主義政権によってルーマニアの国の財産に組み入れられた。
その後、城は一部を歴史と領主の美術品の博物館として整備され、1956年に一般の見学客に再び公開された。1987年には修復が始まり、工事はおおよそ1993年に完了した。
2006年、城は、イレアナ王女の実子であり遺産相続人のニューヨーク州の建築家ドミニク・ハプスブルク＝ロートリンゲンと、その姉妹に返還された。所有者たちは、3年の間、博物館としての用途を変更できないという義務を負った。ルーマニアの国は、城の改築と維持の費用も引き受け、そして将来の城の買い上げに関する優先権を持っている。2014年、所有者らは高齢を理由にルーマニア政府に対し約8,000万ドルで売却交渉に入った。

## 現在
ブラン城はブラショフから30キロメートル弱の地点、ブラショフとクンプルング、ピテシュティを結ぶ幹線道路である国道73号線沿いに位置している。
現在、博物館は城の４階層にわたって展開していて、陶器、家具、武器や甲冑のコレクションが展示されている。また、城の敷地内にはルカール＝ブラン地方の伝統的な農村の建物（小屋や納屋など）が展示されている、小さな野外博物館がある。ドラキュラの城ということに因んで毎年イベントで１０月３１日は、ハロウィンパーティーが行われる。
2012年、トリップアドバイザーの企画「バケットリスト」の「世界の名城25選」に選ばれた。
2018年3月16日、「ニッポンの技で世界を修理 世界！職人ワゴン2018」（テレビ東京系）で、約30年この城を管理する管理主からの依頼で、日本人の職人が、19世紀頃使われていた机、地元の職人が直してもすぐ止まる古時計、鍵が壊れた扉を修理をする所が放映された。

## フィクションとの関連
アイルランドの作家ブラム・ストーカーの『吸血鬼ドラキュラ』に登場するドラキュラ城のモデルとされているが、ドラキュラのモデルとされるヴラド・ツェペシュ（ヴラド3世）は、実際にはこの城には全く住んでいなかったと考えられている。居城としていたのは彼の祖父であるミルチャ老公である。
ヴラド公の住居は、実際にはルーマニア南部のトゥルゴヴィシュテ、またはポエナリ城である。
また、作品のモデルとなった城は『The Essential Dracula』という本の中で、Clare Haword-Madenは、ブラム・ストーカーが招かれたことがあるイギリスにあるスレインズ城から着想を得たと見解を述べている。

## ギャラリー

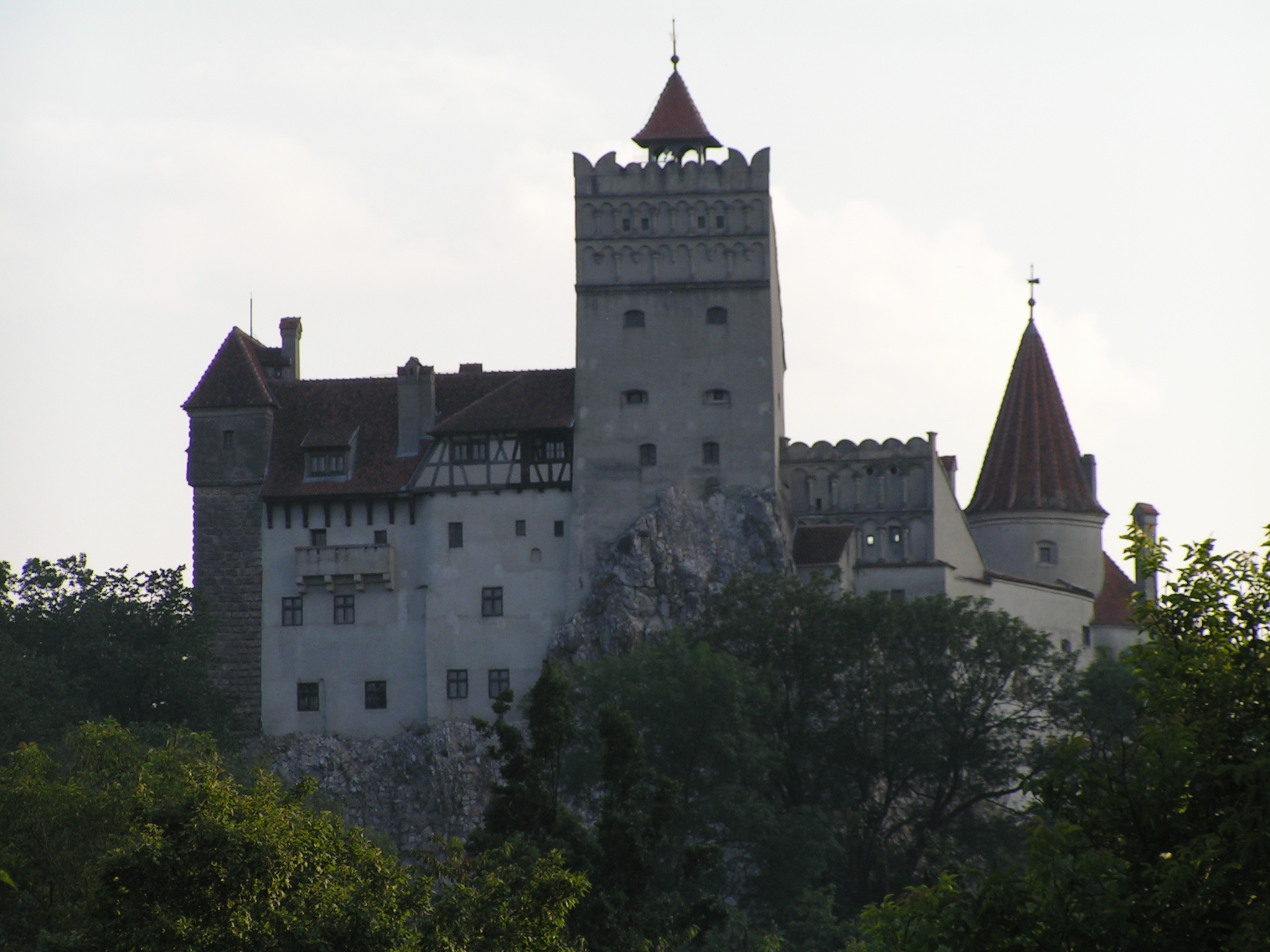
ブラン城外観
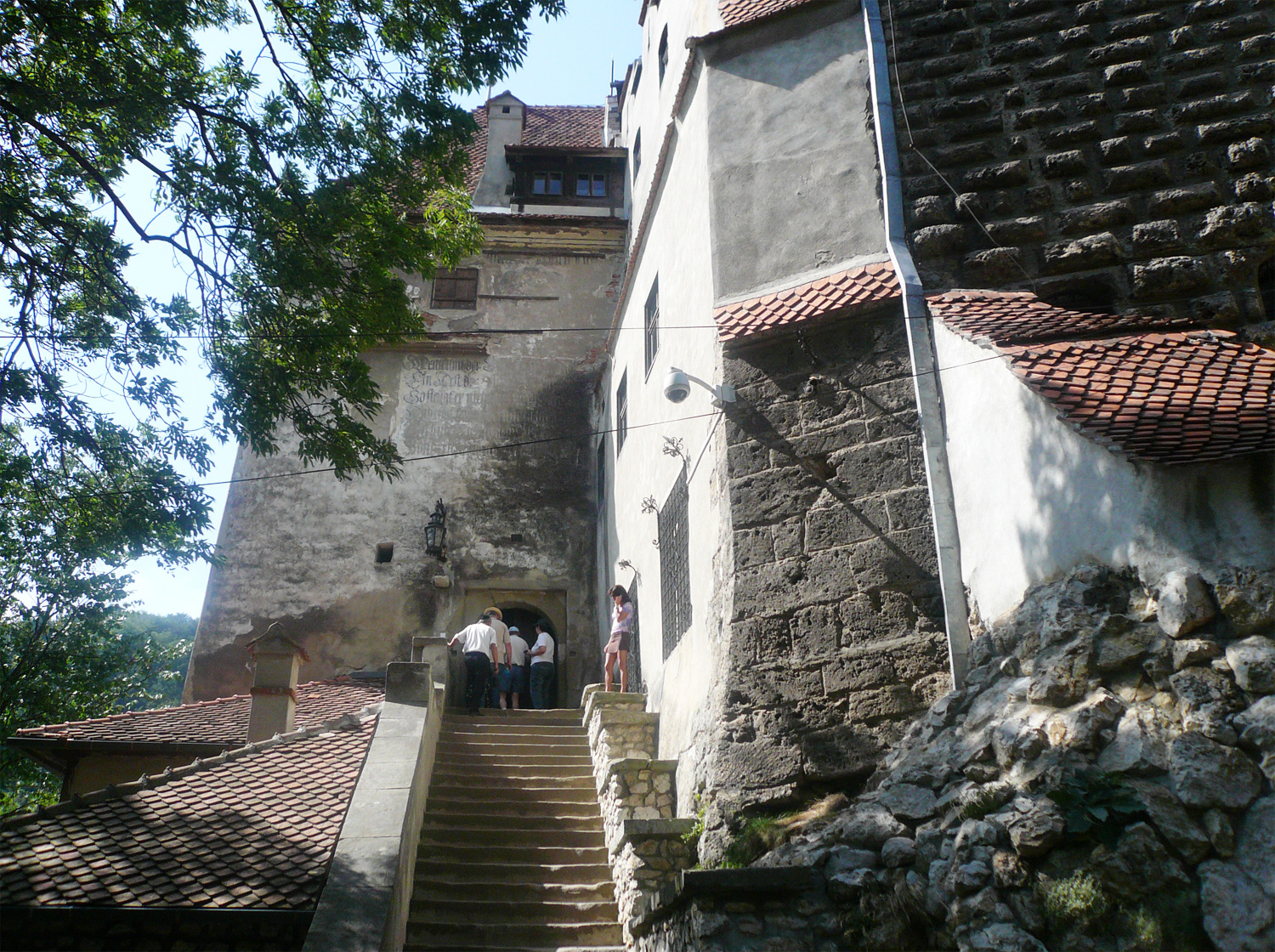
入り口の階段
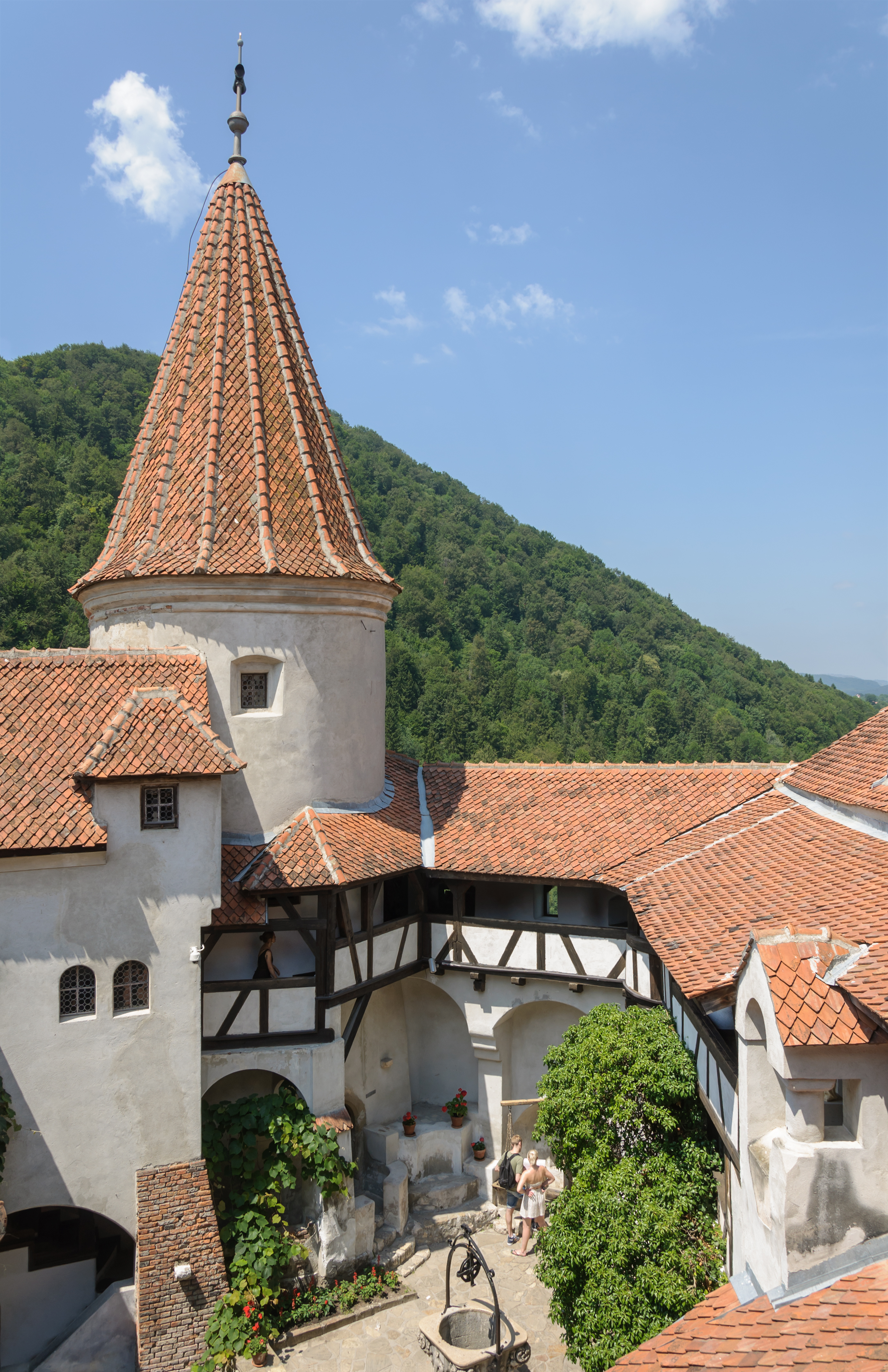
中庭
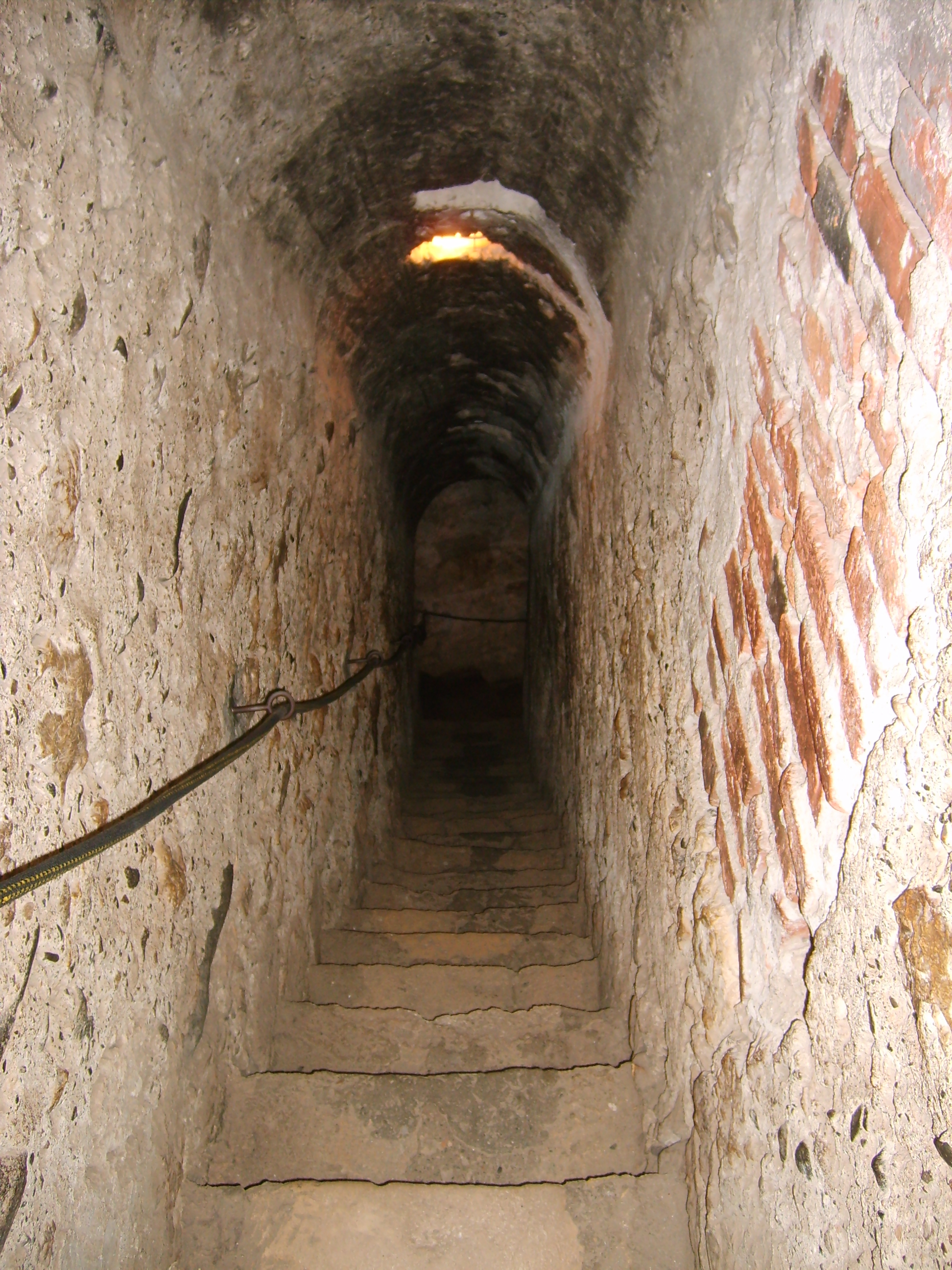
1階と3階を結ぶ「秘密の通路」
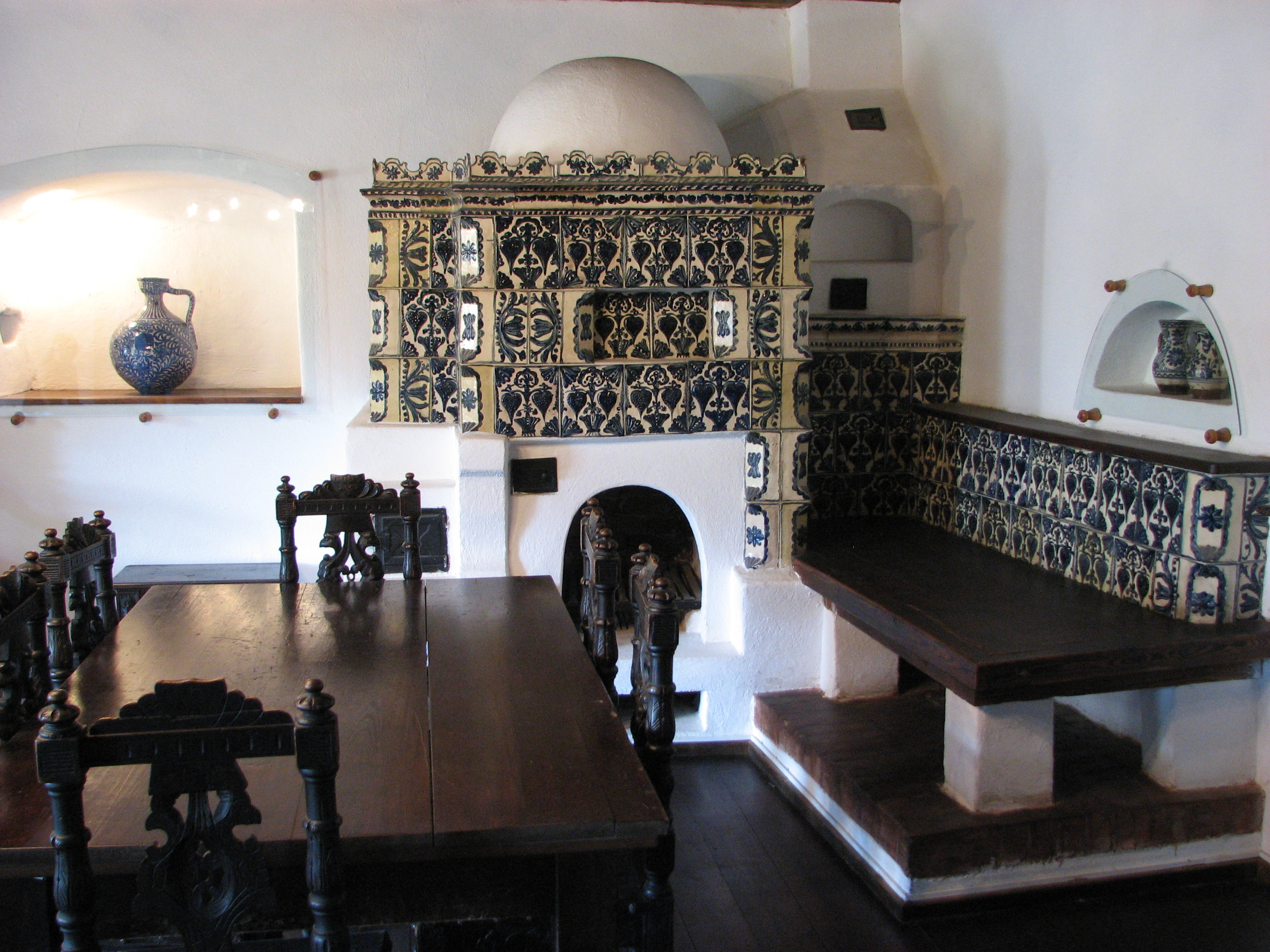
内部の調度品